# Synagogenbezirk Jülich
Der Synagogenbezirk Jülich mit Sitz in Jülich, einer Stadt im Kreis Düren im Nordrhein-Westfalen, war ein Synagogenbezirk, der nach dem Preußischen Judengesetz von 1847 geschaffen wurde.
Dem Synagogenbezirk gehörten neben der jüdischen Gemeinde Jülich auch alle Juden im damaligen Kreis Jülich an.